# Покровська церква (Солом'янка)
Собор Покрови Пресвятої Богородиці (також: Платонівська церква) — церква роботи Іполита Ніколаєва у Києві, на Солом'янці. Збудована на замовлення міської громади Києва протягом 1895—1897 рр. у пам'ять про митрополита Київського і Галицького Платона (Городецького). Розташовується на розі вулиць Патріарха Мстислава Скрипника та Стадіонної. У 1905—1919 рр. настоятелем церкви був творець та перший митрополит УАПЦ Василь Липківський.  До 2018 церква належала УПЦ КП. Після Обʼєднавчого Собору 15 грудня 2018 року перебуває в юрисдикції Православної Церкви України.

## Спорудження
Ідея будівництва Покровської церкви з Платонівським вівтарем — у пам'ять про митрополита Платона (Городецького), що помер 1 жовтня 1891 року — належала київському міському голові Степану Сольському. Наприкінці XIX століття Солом'янка — на той час розвинута і густонаселена околиця Києва — не мала жодного храму, тож ініціативу міського голови зустріли особливо схвально. Проект культової споруди виконав архітектор Іполит Ніколаєв — син відомого київського архітектора Володимира Ніколаєва.

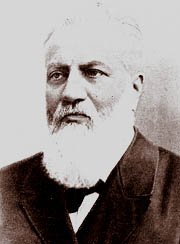
Міський голова Степан Сольський — ініціатор побудови храму

Закладення церкви відбулося 14 вересня 1895 року, а освячено її було вже за 2 роки — 9 листопада 1897 року. Зборами коштів та процесом побудови керував громадський комітет на чолі з відомим київським підприємцем та міським діячем Яковом Бернером, який особисто вклав у справу 2000 рублів та 25 тисяч штук цегли. Загалом комітетом, до складу якого також входили відомі меценати Михайло Дегтерьов, Олександр Терещенко та інші видатні особи, на будівництво було зібрано 37 тисяч рублів.
Розписи храму здійснював художник Іван Селезньов.
Крім головного престолу Покрова Божої Матері, Покровська церква мала ще два вівтарі: правий Преподобного Платона Сповідника та лівий Жон Мироносиць. Навколо великої головної бані стояло п'ять декоративних малих, які пізніше зникли. При церкві діяли заснована на Солом'янці ще у 1892 році церковно-парафіяльна школа та жіноче благодійне товариство, яке відкрило тут у 1906 році денний притулок для малолітніх дітей.

Покровська церква в перші роки існування

### Перебудова

Фрагмент фото будівництва вокзалу, на задньому плані видно Покровську церкву

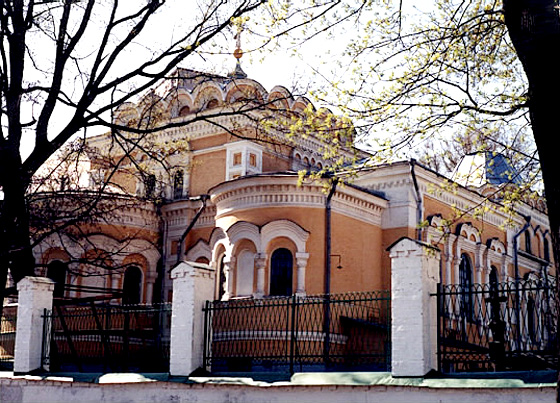
Покровська церква на Солом'янці за радянських часів

У 1905 році настоятелем Покровської церкви було призначено майбутнього митрополита УАПЦ протоієрея Василя (Липківського), раніше звільненого з посади директора Київської церковно-вчительської школи за «українофільство». Отець Василь був настоятелем цього храму до 1919. Його зусиллями у 1907—1914 рр. за проектом інженера Костянтина Сроковського було проведено перебудову Покровської церкви, внаслідок якої храм було розширено майже удвічі: збільшилися розміри приділів, також було прибудовано триярусну дзвіницю. У цей самий час збільшується кількість парафіян.

## Радянська доба
За часів СРСР Покровській церкві дивом вдалося вціліти, проте її не оминула широкомасштабна державна антирелігійна кампанія.
У 1939 році комуністична влада закрила храм. Тоді ж його було «обезглавлено» — зі споруди були знесені церковні бані та дзвіниця, і загальний спотворений вигляд церкви був максимально наближений до світської будівлі. Зроблено це було з метою економії коштів: таким чином влада начебто і провадила боротьбу з релігією, але водночас економила кошти на знесенні цілого храму. Вважалося, що позбавлена бань церква вже не несе «загрози трудящим», а її роль та домінуюче положення в міській забудові одразу ж знижувалося.
Під час німецької окупації міста, 1941 року службу Божу в храмі було відновлено, і більше він уже не закривався.
У 1960-х рр. Покровська церква майже стала кафедральним православним храмом Києва. У ці роки, після невеликого послаблення у 1950-х рр., відновилися жорстокі гоніння на церкву, і київська міська влада розглядала можливість закриття Володимирського собору, що мав на той час статус кафедрального, та перенесення кафедри подалі від центру Києва, на Солом'янку. Втім, завдяки надзвичайним зусиллям віруючих, цього вдалося не допустити.

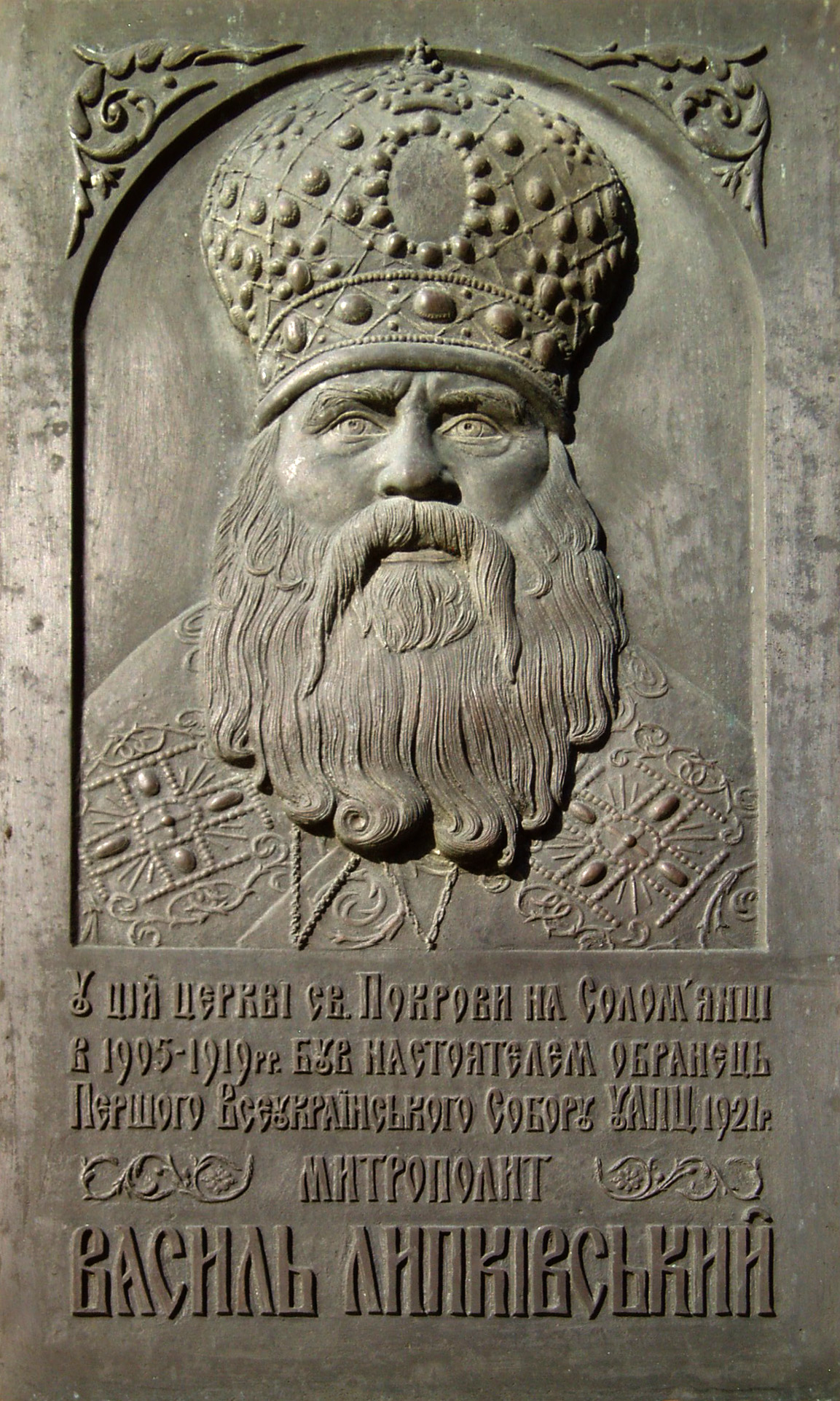
Меморіальна дошка на вшанування митрополита УАПЦ Василя (Липківського)

З 1992 до 2018 року храм належав УПЦ КП. Після Обʼєднавчого Собору 15 грудня 2018 року перебуває в юрисдикції Православної церкви України. Має статус собору.

## Новітній час
За часів незалежної України Покровський храм на Солом'янці був повністю відроджений. У 2000-х рр. зусиллями церковної громади та настоятеля храму, отця Димитрія Садов'яка, було відновлено бані та дзвіницю, що дозволило повернути культовій споруді її первісний вигляд.
Також наприкінці 1990-х рр. на храмі було встановлено меморіальну дошку на вшанування митрополита УАПЦ Василя (Липківського). Текст дошки повідомляє:
«У цій церкві Св. Покрови на Солом'янці в 1905—1919 рр. був настоятелем обранець Першого Всеукраїнського Собору УАПЦ 1921 р. митрополит Василь Липківський»

## Архітектура храму

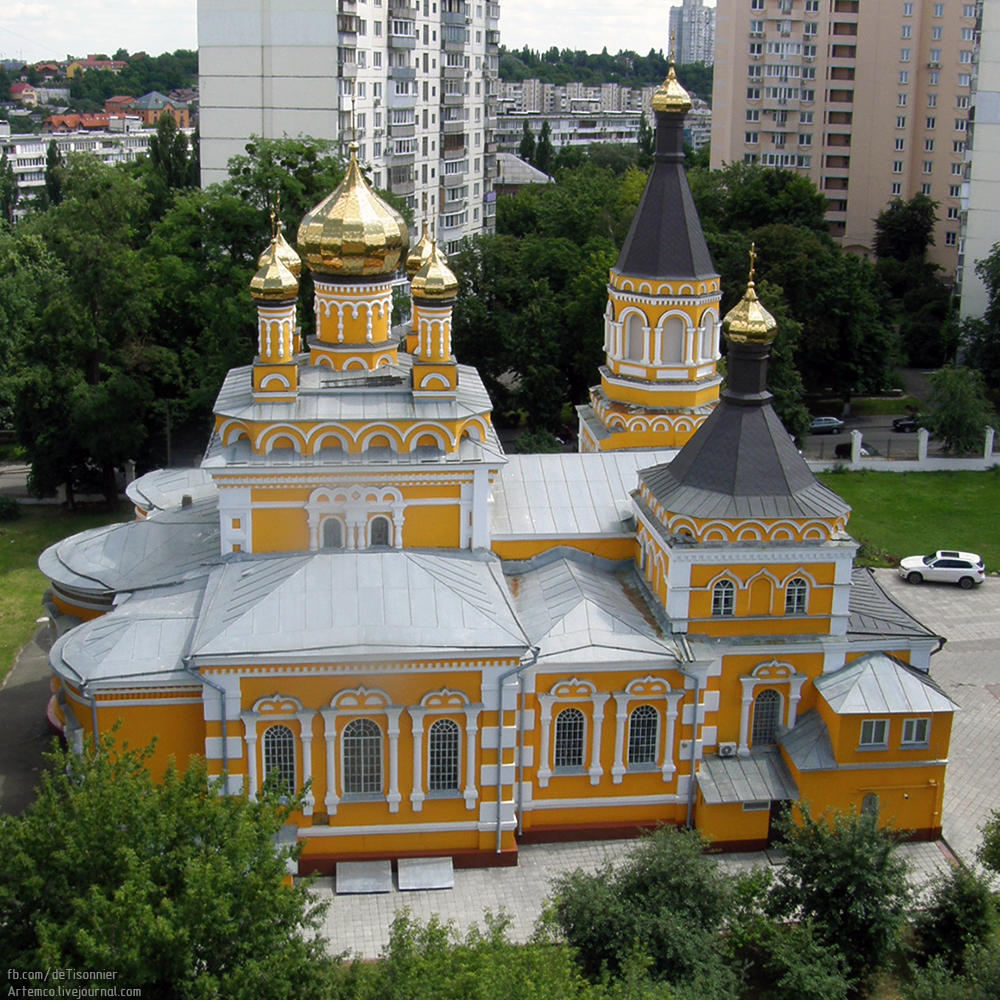

В архітектурному плані стилістика вирішення церкви була обрана у традиційному для більшості церковних споруд Російської імперії початку ХХ ст. псевдоросійському стилі. Відтак храм має центричну ярусну композицію безстовпної споруди із зімкнутим склепінчастим перекриттям, п'ятиглаве завершення основного об'єму. Декоративне опорядження споруди виконане у дусі російського архітектурного «узорочья» XVII ст. — з колонками, кокошниками, карнизами та фризом з кахлів, цибулястими главками над вівтарем та західним притвором.

## Настоятелі храму
- Першим настоятелем храму (1897—1905) був отець Ісаакій (Тарасевич)
- У 1905 настоятелем Покровської церкви було призначено майбутнього митрополита УАПЦ протоієрея отця Василя (Липківського)
- З 1998 по 2015 рр. настоятелем був протоієрей Димитрій Садов'як, який багато потрудився з благоустрою храму.
- З 27 листопада 2015 року настоятелем є доктор богословських наук, професор протоієрей Олександр Трофимлюк.